# Muang Xebangfai
Muang Xebangfai är ett distrikt i Laos.   Det ligger i provinsen Khammuan, i den centrala delen av landet, 280 km öster om huvudstaden Vientiane.